# 凯内兹勒
凯内兹勒（匈牙利語：Kenézlő），是匈牙利包尔绍德-奥包乌伊-曾普伦州所辖的一个村。总面积22.96平方公里，总人口1260，人口密度54.9人/平方公里（2011年1月1日）。